# Annona sericea
Annona sericea är en kirimojaväxtart som beskrevs av Michel Félix Dunal.
Annona sericea ingår i släktet annonor och familjen kirimojaväxter. Inga underarter finns listade i Catalogue of Life.